# Dosarele Istoriei
Dosarele Istoriei a fost o revistă lunară de istorie din România.
Revista a fost lansată în luna august 1996 și a apărut în 127 de numere, până în aprilie 2007 când și-a încetat apariția. Inițial a fost editată de Mircea Suciu și Ion Cristoiu.
Din 2001 și până la încetarea apariției, Mircea Suciu a rămas singurul proprietar, revista aparand sub egida editurii sale, Pro Historia. .